# گاج
انتشارات گاج یا گروه آموزشی جوکار، یک مؤسسهٔ ایرانی است که در زمینهٔ آموزش و انتشارات کتاب‌های کمک‌درسی فعالیت می‌کند.این موسسه یکی از بزرگترین موسسات آموزشی مستقل بوده که هر از گاهی بواسطه استقلال کاری دچار مشکل میشده و برای این مجموعه دردسر میشده.

## تاریخچه
این مؤسسه در ۱۲ شهریور ۱۳۸۱ تأسیس شد و به شکل رسمی شروع به کار کرد.

## حوزه فعالیت
این انتشارات تاکنون بیش از ۷۰۰ عنوان کتاب، از مقطع پیش‌دبستانی تا کنکور، منتشر کرده‌است. مجموع شمارگان سالانهٔ کتاب‌های کمک آموزشی گاج به ده میلیون نسخه می‌رسد.

## افتخارات
گاج عنوان ناشر برگزیدهٔ کتاب سال ایران در سال ۱۳۸۵ و ناشر برگزیدهٔ نمایشگاه بین‌المللی کتاب تهران در سال‌های ۱۳۸۷، ۱۳۸۸، و ۱۳۹۳ را دریافت کرده‌است.
سومین همایش ملی «نقش مدیران اقتصادی در پیشبرد اقتصاد مقاومتی و جهش تولید» تحت عنوان اجلاس سراسری رضایتمندی مشتری، سوم شهریور ماه ۹۹ در تالار آبگینه وزارت امور خارجه برگزار شد و گاج به عنوان تنها ناشر، تندیس «همایش رضایتمندی مشتری» را از انجمن ملی حمایت از حقوق مصرف‌کنندگان دریافت کرد.
پنجمین اجلاس سراسری نشان عالی مدیر سال ۹۹ در تالار آبگینه وزارت امور خارجه برگزار و از مدیران برتر کشور تقدیر شد و نشان عالی و تندیس زرین مدیر سال ۹۹ در حوزه فرهنگ و آموزش به مدیرعامل شرکت انتشارات بین‌المللی گاج «ابوالفضل جوکار» تعلق گرفت.
تقدیر از مهندس ابوالفضل جوکار مدیر عامل گاج در چهارمین کنگره سراسری سرآمدان اقتصاد ایران که با رویکرد اعطای نشان «برند ملی، اعتماد ملی» ششم بهمن ماه سال 1403 در سالن همایش های صدا و سیما برگزار شد.لوح تقدیر و تندیس رتبه برتر «برند ملی، اعتماد ملی»  به مهندس جوکار، مدیر عامل انتشارات گاج اهدا گردید.
در هشتمین اجلاس نشان عالی مدیر سال در آذر ماه ۱۴۰۲ مهندس جوکار، مدیر عامل گاج ، با توجه به ارزیابی در این اجلاس و با نگاه به تخصص، شایستگی، روحیه کار آفرینی، اشتغال زایی و اقدامات ویژه در صنعت چاپ و نشر کتاب و طرح‌های در دست اجرا در حوزه آموزش‌های نوین ، موفق به دریافت نشان عالی مدیر سال در سال ۱۴۰۲ گردید و از ایشان تقدیر به عمل آمد.
پنجمین اجلاس سراسری «مدیر موفق ملی» در اسفندماه ۱۴۰۳ در سالن همایش‌های بین‌المللی صدا و سیمای تهران برگزار شد و با ارزیابی عملکرد کوشا و تاثیرگذار شرکت‌های بزرگ کشور، تندیس زرین این همایش به شرکت گاج اهدا شد.
در نهمین آیین تجلیل از «رضایتمندی مشتری»، ابوالفضل جوکار مالک گاج به‌پاس رویکرد مشتری‌مدار، نوآوری مستمر و کیفیت‌ محوری در خدمات آموزشی و فرهنگی، مفتخر به دریافت لوح افتخار رضایتمندی مشتری شد.

## اهداف
ابوالفضل جوکار، مؤسس انتشارات گاج، هدف گاج را توسعهٔ عدالت آموزشی عنوان می‌کند.
ایده ایجاد معاونت اقتصادی در وزارتخانه آموزش و پرورش برای حل مشکلات مالی این وزارتخانه توسط جوکار بارها مطرح شده‌است.
اخیرا ابوالفضل جوکار شروع به فعالیت در حوزه مدرسه سازی و بازسازی مدارس نموده است
مطبوعات ایران انتقاداتی را در مورد تبلیغات گمراه‌کننده،
اشتباهات علمی،
و سوءاستفاده از قوانین آموزشی در ایران در مورد گاج طرح کرده‌اند.
آیت الله سبحانی در واکنش به دیدار مدیران این موسسات با او بیان کرد:
مطلب سوم آنان این بود که جدیداً تکلیف خانه دانش‌آموزان را حذف کرده‌اند؛ این افراد به بنده نگفتند مشق شب؛ بلکه گفتند تکلیف خانه و بنده نیز گفتم این کار صحیح نیست؛ زیرا ما هرچه فرزندان را وادار به کار علمی کنیم، مغز آنان شکوفا می‌شود؛ البته نباید فشار زیاد آورد.— 

## سری کتابها
کتاب‌های این انتشارات در زمینه‌های ریاضیات، شیمی، فیزیک، دین و زندگی، جغرافیا، هندسه، زیست، زبان انگلیسی و عربی و… می‌باشد. سری کتاب‌های این مجموعه کتاب‌های کار، پرسمان، IQ, EQ، آس، کارپوچینو، میکرو طبقه‌بندی، میکرو قرن جدید، میکروطلایی، سیرتاپیاز، مینی میکرو طلایی، فرمول ۲۰، کلاغ سفید و غیره می‌باشد.

## پلمپ
دفتر این مؤسسه در سال ۱۴۰۲ به دلیل انتشار ابیاتی از فرخی یزدی که به حمایت از اعتراضات در ایران تعبیر شده‌بود توسط مقامات قضائی جمهوری اسلامی پلمپ گردید.
اما پس از سپری شدن یک هفته موسسه گاج این خبر را تکذیب کرد و اعلام کرد که موسسه آموزشی گاج همچنان به کار خود ادامه میدهد.
اخیرا ابوالفضل جوکار در یک نامه سرگشاده به مسعود پزشکیان رییس جمهور ایران درخواست رفع توقیف و آغاز مجدد آزمون های گاج نمود 
و همچنان آزمون های گاج در حال برگزاری است .